# Franco Godoy
Franco Lionel Godoy Milessi (Videla, Provincia de Santa Fe, Argentina; 28 de junio de 2000) es un futbolista argentino. Juega como marcador central, aunque también puede desempeñarse como lateral por izquierda, y su primer equipo fue Unión de Santa Fe. Actualmente milita en Aldosivi de Mar del Plata de la Liga Profesional.

## Trayectoria

### Unión
Franco Godoy se inició en el club Sportivo Videla de su ciudad natal, cuando cumplió 8 años fue a jugar a Colón de San Justo y en 2012 se sumó a las inferiores de Unión de Santa Fe. Allí comenzó a destacarse como una de las jóvenes promesas de la cantera tatengue, y con apenas 16 años el técnico interino Eduardo Magnín (que ya lo conocía por haberlo dirigido en la Reserva) decidió llevarlo al banco de suplentes en la derrota 2-1 ante Boca Juniors y en la victoria por penales sobre Nueva Chicago por Copa Argentina.
A principios de 2018 el técnico Leonardo Madelón lo convoca para su primera pretemporada con el plantel profesional, pero debió esperar hasta 2019 para tener su debut oficial: el 14 de septiembre de ese año, Godoy fue titular en la derrota de Unión 4-1 ante Arsenal de Sarandí.

### Independiente Rivadavia
Se suma al equipo de Mendoza para disputar el Campeonato de Primera Nacional 2021 a préstamo sin cargo y sin opción de compra, el contrato se extendería hasta el 31 de diciembre del 2021. Acompañará a Pablo Palacio quien le recomendó el club y quien estaba a préstamo también. Su debut en la Lepra se da el 22 de marzo contra San Telmo, jugó 44 minutos antes de salir, en ese tiempo no convirtió ningún gol y recibió una tarjeta amarilla. En total disputaría 24 partidos sin convertir goles. Tras el buen desempeño el club se clasifica al reducido por el ascenso, siendo que Godoy se lo pierde al estar lesionado.

### Ferro
Tras la extensión de su contrato es cedido sin cargo y con opción de compra (no trascendió la cifra), al club de Caballito para disputar el Campeonato de Primera Nacional 2022, su contrato se extendió hasta el 31 de diciembre del 2023 y el préstamo en Ferro hasta el 31 de diciembre del 2022. Disputó su primer partido el 3 de abril contra Agropecuario al ingresar al minuto 15 del segundo tiempo en lugar de Mariano Penepil, termina el partido sin convertir goles ni recibir tarjetas. Sería titular por primera vez contra Tristán Suárez jugando los 90 minutos sin convertir y sin recibir tarjetas. Tras 6 partidos en los que no convirtió goles en 236 minutos sufrió una rotura de ligamentos cruzados en un entrenamiento que lo tendría alejado de las canchas por lo que resta la temporada, debiendo ser intervenido quirúrgicamente.

## Estadísticas
- Actualizado al 23 de junio de 2024

| Club                        | Div.                | Temporada           | Liga | Liga | Copa Nacional | Copa Nacional | Copa Internacional | Copa Internacional | Total | Total |
| Club                        | Div.                | Temporada           | PJ   | G    | PJ            | G             | PJ                 | G                  | PJ    | G     |
| --------------------------- | ------------------- | ------------------- | ---- | ---- | ------------- | ------------- | ------------------ | ------------------ | ----- | ----- |
| Unión Argentina             |                     |                     |      |      |               |               |                    |                    |       |       |
| 1.ª                         | 2016/17             | 0                   | 0    | 0    | 0             | -             | -                  | 0                  | 0     |       |
| 1.ª                         | 2017/18             | 0                   | 0    | 0    | 0             | -             | -                  | 0                  | 0     |       |
| 1.ª                         | 2018/19             | 0                   | 0    | 0    | 0             | 0             | 0                  | 0                  | 0     |       |
| 1.ª                         | 2019/20             | 2                   | 0    | 0    | 0             | 0             | 0                  | 2                  | 0     |       |
| 1.ª                         | 2020                | -                   | -    | 1    | 0             | 0             | 0                  | 1                  | 0     |       |
| Total                       | Total               | 2                   | 0    | 1    | 0             | 0             | 0                  | 3                  | 0     |       |
| Independiente (M) Argentina |                     |                     |      |      |               |               |                    |                    |       |       |
| 2.ª                         | 2021                | 24                  | 0    | -    | -             | -             | -                  | 24                 | 0     |       |
| Total                       | Total               | 24                  | 0    | -    | -             | -             | -                  | 24                 | 0     |       |
| Ferro Argentina             |                     |                     |      |      |               |               |                    |                    |       |       |
| 2.ª                         | 2022                | 5                   | 0    | 1    | 0             | -             | -                  | 6                  | 0     |       |
| Total                       | Total               | 5                   | 0    | 1    | 0             | -             | -                  | 6                  | 0     |       |
| Deportivo Madryn Argentina  |                     |                     |      |      |               |               |                    |                    |       |       |
| 2.ª                         | 2023                | 18                  | 1    | 0    | 0             | -             | -                  | 18                 | 1     |       |
| Total                       | Total               | 18                  | 1    | 0    | 0             | -             | -                  | 18                 | 1     |       |
| Aldosivi Argentina          |                     |                     |      |      |               |               |                    |                    |       |       |
| 2.ª                         | 2024                | 17                  | 0    | -    | -             | -             | -                  | 17                 | 0     |       |
| 1.ª                         | 2025                | 0                   | 0    | -    | -             | -             | -                  | 0                  | 0     |       |
| Total                       | Total               | 17                  | 0    | -    | -             | -             | -                  | 17                 | 0     |       |
| Total en su carrera         | Total en su carrera | Total en su carrera | 66   | 1    | 2             | 0             | 0                  | 0                  | 68    | 1     |

## Selección nacional
En 2015 fue convocado por el técnico Walter Coyette para entrenar con la Selección Argentina Sub-15, aunque luego no consiguió integrar el plantel que disputó el Sudamericano de la categoría en Colombia.

## Palmarés

### Campeonatos nacionales
| Título           | Club                      | País      | Año  |
| ---------------- | ------------------------- | --------- | ---- |
| Primera Nacional | Aldosivi de Mar del Plata | Argentina | 2024 |